# Dieci uomini coraggiosi
Dieci uomini coraggiosi (Ten Who Dared) è un film del 1960 prodotto da Walt Disney, diretto da William Beaudine e interpretato, tra gli altri, da John Beal, nel ruolo del protagonista (il maggiore John Wesley Powell) e da Brian Keith. Il film è noto in Italia anche col titolo I dieci che osarono.

## Trama
Il film è ambientato negli Stati Uniti, nel 1869. Grazie all'attività di esploratori, militari e trapper, il territorio americano è ormai ben noto. Sulle carte, sono pochi i luoghi segnati con un esplicito Unexplored (inesplorato). Uno di questi luoghi ammantati di mistero ed evitati perché ritenuti pieni di pericoli è il fiume Colorado. John Wesley Powell, ex maggiore nordista di enorme cultura scientifica, ma privo di un braccio, perso alla battaglia di Shiloh durante la guerra di secessione, raduna 9 uomini, tra cui il fratello Walter, segnato dai patimenti della prigionia sudista, e ottiene 4 barche per partire alla scoperta del Colorado.
Il viaggio è lungo e difficile. Durante il tragitto, una barca viene distrutta dagli occupanti ubriachi di whisky. L'incontro con Baker, trapper marito di un'indiana e amico di Powell, che racconta di terribili cascate, fa abbandonare l'impresa ad uno degli uomini. Altri tre si ammutinano, proseguendo da soli il viaggio via terra fino a quando non vengono uccisi dagli indiani che li scambiano per gli assassini di una squaw. Alla fine Powell trova il punto dove il Colorado sbocca nel Lago Mead, concludendo la grande impresa con successo.